# West Harptree
West Harptree è un villaggio e parrocchia civile dell'Inghilterra, appartenente alla contea del Somerset.